# Interleucina-8
La interleucina-8 (IL-8) es una citocina de la familia de las quimiocinas, de naturaleza proinflamatoria. Su síntesis se realiza en fibroblastos, célula endotelial (se almacena en los cuerpos de Weibel-Palade), monocitos y macrófagos y la célula dendrítica. Es un potente factor quimiotáctico de neutrófilos, regula la producción de moléculas de adhesión, la formación de lípidos bioactivos, amplifica la inflamación local, y estimula la angiogénesis.
- Datos: Q421859